# I, Tonya
I, Tonya er en amerikansk biografisk sort komedie fra 2017, instrueret af Craig Gillespie. Manuskriptet er skrevet af Steven Rogers. Filmen handler om kunstskøjteløber Tonya Hardings liv og angrebet på Hardings rival Nancy Kerrigan. I, Tonya bruger mokumentar-lignende interviews og direkte henvendelser til publikum for at fortælle historien. Margot Robbie spiller titelrollen som Harding, mens Sebastian Stan spiller Hardings mand Jeff Gillooly. Allison Janney spiller LaVona Fay Golden, Hardings mor. Julianne Nicholson, Caitlin Carver og Bobby Cannavale har andre roller.

## Medvirkende
- Margot Robbie som Tonya Harding
- Sebastian Stan som Jeff Gillooly, Hardings mand.
- Allison Janney som LaVona Fay Golden, Hardings mor.
- Julianne Nicholson som Diane Rawlinson, Hardings træner.
- Caitlin Carver som Nancy Kerrigan, Hardings konkurrent.
- Bojana Novakovic som Dody Teachman, Hardings træner.
- Paul Walter Hauser som Shawn Eckhardt, Gilloolys kamerat.
- Mckenna Grace spiller Tonya som ung.
- Bobby Cannavale som en TV-producent
- Dan Triandiflou som Bob Rawlinson